# Гладуин, Генри
Генри Гладуин (англ. Henry Gladwin; ок.1730 — 22 июня 1791) —  офицер британской армии, участник Семилетней войны и Восстания Понтиака. Наиболее известен за оборону форта Детройт в 1763 году во время восстания Понтиака. 

## Биография
Генри Гладуин родился в деревне Уингерворт в Норт-Ист-Дербишире. 28 августа 1753 года он был произведён в чин лейтенанта и направлен в 48-й пехотный полк, а в 1755 году участвовал в битве при Мононгахеле и был ранен. В 1757 году Гладуин сопровождал лорда Лаудона в Галифакс для экспедиции против Луисбурга, но вскоре пришли известия, что в гавани Луисбурга стоит большая французская эскадра, а гарнизон увеличен до 7000 человек. Экспедицию пришлось отменить, а войска вернули в Нью-Йорк. 26 декабря 1757 года Гладуин был назначен капитаном 80-го пехотного полка, нового полка легкой пехоты, сформированного Томасом Гейджем. Во время атаки Джеймса Аберкромби на форт Карильон в 1758 вновь был ранен. В начале лета 1760 года был откомандирован для оказания помощи полковнику Анри Буке в восстановлении форта Преск-Иль. 13 декабря 1760 года Гладуин получил чин майора..
Летом 1762 года он был назначен командующим фортом Детройт. На следующий год произошло восстание североамериканских индейцев против Британской империи, во время которого 9 марта 1763 года форт был осаждён. Осада продолжалась почти полгода. В сражениях при Пойнт-Пили и Блади-Ран, которые произошли недалеко от форта Детройт, британские войска были разбиты. Форт продержался всё лето и осень без особых военных действий с обеих сторон, поскольку обе стороны стремились избежать потерь. Лидер индейцев Понтиак избегал лобового штурма, в то время как Гладуин обладал небольшими силами, чтобы контратаковать. После снятия осады Гладуин арестовал нескольких французов, которые были повинны в пособничестве индейцам.
Британский главнокомандующий генерал Джеффри Амхерст остался доволен действиями командующего фортом и 17 сентября 1763 годы повысил его до подполковника. В начале 1764 года Гладуин написал своему начальству о своём нежелании продолжать службу в Северной Америке — он хотел вернуться в Англию, чтобы уладить дела своего покойного отца. Он поселился в своем поместье в Стаббинг-Корте и больше не участвовал в военных действиях. 29 августа 1777 года ему было присвоено звание полковника, а 20 ноября 1782 года — генерал-майора. Генри Гладуин умер в 1791 году в своём имении.